# Allan Saint-Maximin
Allan Irénée Saint-Maximin (Châtenay-Malabry, 12 de marzo de 1997) es un futbolista francés que juega como delantero en el Club América de la Primera División de México.

## Selección nacional
Ha sido internacional con la selección de Francia en las categorías sub-16, sub-17, sub-20 y sub-21.

### Participaciones en categorías inferiores
| Competición                               | Sede  | Resultado   | Partidos | Goles |
| ----------------------------------------- | ----- | ----------- | -------- | ----- |
| Campeonato Europeo Sub-17 de la UEFA 2014 | Malta | Ronda Élite | 5        | 3     |

## Estadísticas

### Clubes
Actualizado al 20 de abril de 2025.
| Club                               | Div.          | Temporada     | Liga  | Liga  | Copas nacionales | Copas nacionales | Copas internacionales | Copas internacionales | Total | Total |
| Club                               | Div.          | Temporada     | Part. | Goles | Part.            | Goles            | Part.                 | Goles                 | Part. | Goles |
| ---------------------------------- | ------------- | ------------- | ----- | ----- | ---------------- | ---------------- | --------------------- | --------------------- | ----- | ----- |
| A. S. Saint-Étienne II Francia     | 5.ª           | 2013-14       | 15    | 5     | ―                | ―                | ―                     | ―                     | 15    | 5     |
| A. S. Saint-Étienne Francia        | 1.ª           | 2013-14       | 3     | 0     | 1                | 0                | 1                     | 0                     | 5     | 0     |
| A. S. Saint-Étienne Francia        | 1.ª           | 2014-15       | 9     | 0     | 2                | 0                | 1                     | 0                     | 12    | 0     |
| A. S. Saint-Étienne Francia        | Total club    | Total club    | 12    | 0     | 3                | 0                | 2                     | 0                     | 17    | 0     |
| A. S. Saint-Étienne II Francia     | 4.ª           | 2014-15       | 7     | 2     | ―                | ―                | ―                     | ―                     | 7     | 2     |
| A. S. Saint-Étienne II Francia     | Total club    | Total club    | 22    | 7     | 0                | 0                | 0                     | 0                     | 22    | 7     |
| Hannover 96 · Alemania             | 1.ª           | 2015-16       | 16    | 1     | 2                | 0                | —                     | —                     | 18    | 1     |
| Hannover 96 · Alemania             | Total club    | Total club    | 16    | 1     | 2                | 0                | 0                     | 0                     | 18    | 1     |
| S. C. Bastia Francia               | 1.ª           | 2016-17       | 34    | 3     | 2                | 0                | —                     | —                     | 36    | 3     |
| S. C. Bastia Francia               | Total club    | Total club    | 34    | 3     | 2                | 0                | 0                     | 0                     | 36    | 3     |
| A. S. Monaco F. C. Francia         | 1.ª           | 2017-18       | 1     | 0     | 1                | 0                | 0                     | 0                     | 2     | 0     |
| A. S. Monaco F. C. Francia         | Total club    | Total club    | 1     | 0     | 1                | 0                | 0                     | 0                     | 2     | 0     |
| O. G. C. Niza Francia              | 1.ª           | 2017-18       | 30    | 3     | 2                | 0                | 6                     | 2                     | 38    | 5     |
| O. G. C. Niza Francia              | 1.ª           | 2018-19       | 34    | 6     | 2                | 0                | —                     | —                     | 36    | 6     |
| O. G. C. Niza Francia              | Total club    | Total club    | 64    | 9     | 4                | 0                | 6                     | 2                     | 74    | 11    |
| Newcastle United F. C. Inglaterra  | 1.ª           | 2019-20       | 26    | 3     | 4                | 1                | —                     | —                     | 30    | 4     |
| Newcastle United F. C. Inglaterra  | 1.ª           | 2020-21       | 25    | 3     | 1                | 0                | —                     | —                     | 26    | 3     |
| Newcastle United F. C. Inglaterra  | 1.ª           | 2021-22       | 35    | 5     | 2                | 0                | —                     | —                     | 37    | 5     |
| Newcastle United F. C. Inglaterra  | 1.ª           | 2022-23       | 25    | 1     | 6                | 0                | —                     | —                     | 31    | 1     |
| Newcastle United F. C. Inglaterra  | Total club    | Total club    | 111   | 12    | 13               | 1                | 0                     | 0                     | 124   | 13    |
| Al-Ahli Saudi F. C. Arabia Saudita | 1.ª           | 2023-24       | 30    | 4     | 1                | 0                | —                     | —                     | 31    | 4     |
| Al-Ahli Saudi F. C. Arabia Saudita | Total club    | Total club    | 30    | 4     | 1                | 0                | 0                     | 0                     | 31    | 4     |
| Fenerbahçe S. K. Turquía           | 1.ª           | 2024-25       | 20    | 4     | 2                | 0                | 9                     | 0                     | 31    | 4     |
| Fenerbahçe S. K. Turquía           | Total club    | Total club    | 20    | 4     | 2                | 0                | 9                     | 0                     | 31    | 4     |
| Club América · México              | 1.ª           | 2025-26       | 0     | 0     | —                | —                | 0                     | 0                     | 0     | 0     |
| Club América · México              | Total club    | Total club    | 0     | 0     | 0                | 0                | 0                     | 0                     | 0     | 0     |
| Total carrera                      | Total carrera | Total carrera | 310   | 40    | 28               | 1                | 17                    | 2                     | 355   | 43    |

## Palmarés

### Distinciones individuales
| Distinción                                                                | Año  |
| ------------------------------------------------------------------------- | ---- |
| Parte de los 50 mejores futbolistas sub-18 del mundo según medio Goal.com | 2014 |